# 西日本の大学一覧
西日本の大学一覧（にしにほんのだいがくいちらん）は、西日本（近畿地方、中国地方、四国地方、九州地方）の大学一覧。
本項では、専門職大学についても取り扱う。

## 近畿地方

### 三重県
| 国立大学   | 公立大学           | 私立大学                                                                     |
| - 三重大学 | - 三重県立看護大学 | - 皇學館大学 - 鈴鹿医療科学大学 - 鈴鹿大学 - 四日市大学 - 四日市看護医療大学 |

### 滋賀県
| 国立大学                  | 公立大学       | 私立大学 |
| - 滋賀大学 - 滋賀医科大学 | - 滋賀県立大学 | - 成安造形大学 - 聖泉大学 - 長浜バイオ大学 - びわこ学院大学 - びわこ成蹊スポーツ大学 - 立命館大学びわこ・くさつキャンパス - 龍谷大学瀬田キャンパス |

### 京都府
| 国立大学                                     | 公立大学                                                              | 私立大学 |
| - 京都大学 - 京都教育大学 - 京都工芸繊維大学 | - 京都市立芸術大学 - 京都府立大学 - 京都府立医科大学 - 福知山公立大学 | - 大谷大学 - 京都医療科学大学 - 京都外国語大学 - 京都先端科学大学 - 京都華頂大学 - 京都看護大学 - 京都光華女子大学 - 京都産業大学 - 京都情報大学院大学 - 京都女子大学 - 京都精華大学 - 京都芸術大学 - 京都橘大学 - 京都ノートルダム女子大学 - 京都美術工芸大学 - 京都文教大学 - 京都薬科大学 - 嵯峨美術大学 - 種智院大学 - 同志社大学 - 同志社女子大学 - 花園大学 - 佛教大学 - 平安女学院大学京都キャンパス - 明治国際医療大学 - 立命館大学衣笠キャンパス - 立命館大学立命館朱雀キャンパス - 龍谷大学大宮キャンパス - 龍谷大学深草キャンパス |

### 大阪府
| 国立大学                  | 公立大学       | 私立大学 |
| - 大阪大学 - 大阪教育大学 | - 大阪公立大学 | - 藍野大学 - 追手門学院大学 - 大阪青山大学 - 大阪医科薬科大学 - 大阪大谷大学 - 大阪音楽大学 - 大阪観光大学 - 大阪学院大学 - 大阪河﨑リハビリテーション大学 - 大阪経済大学 - 大阪経済法科大学 - 大阪芸術大学 - 大阪工業大学 - 大阪国際大学 - 大阪産業大学 - 大阪歯科大学 - 大阪樟蔭女子大学小阪キャンパス - 大阪商業大学 - 大阪女学院大学 - 大阪成蹊大学 - 大阪総合保育大学 - 大阪体育大学 - 大阪電気通信大学 - 大阪人間科学大学 - 大阪物療大学 - 大阪保健医療大学 - 大阪行岡医療大学 - 関西大学 - 関西医科大学 - 関西医療大学 - 関西外国語大学 - 関西福祉科学大学 - 関西学院大学大阪梅田キャンパス - 近畿大学大阪狭山キャンパス - 近畿大学東大阪・本部キャンパス - グロービス経営大学院大学大阪校 - 慶應義塾大学慶應大阪リバーサイドキャンパス - 滋慶医療科学大学院大学 - 四條畷学園大学 - 四天王寺大学 - 摂南大学 - 千里金蘭大学 - 相愛大学 - 太成学院大学 - 宝塚大学大阪梅田キャンパス - 帝塚山学院大学 - 常磐会学園大学 - 梅花女子大学 - 羽衣国際大学 - 阪南大学 - 東大阪大学 - 平安女学院大学高槻キャンパス - 桃山学院大学 - 桃山学院教育大学 - 森ノ宮医療大学 - 大和大学 |

### 兵庫県
| 国立大学                  | 公立大学                                           | 私立大学 |
| - 神戸大学 - 兵庫教育大学 | - 神戸市外国語大学 - 神戸市看護大学 - 兵庫県立大学 | - 芦屋大学 - 大手前大学 - 関西学院大学神戸三田キャンパス - 関西学院大学西宮上ヶ原キャンパス - 関西学院大学西宮聖和キャンパス - 関西看護医療大学 - 関西国際大学 - 関西福祉大学 - 神戸医療未来大学 - 姫路大学 - 甲子園大学 - 甲南大学 - 甲南女子大学 - 神戸海星女子学院大学 - 神戸学院大学 - 神戸芸術工科大学 - 神戸国際大学 - 神戸松蔭女子学院大学 - 神戸情報大学院大学 - 神戸女学院大学 - 神戸女子大学 - 神戸親和大学 - 神戸常盤大学 - 神戸薬科大学 - 園田学園女子大学 - 宝塚大学宝塚キャンパス - 宝塚医療大学 - 日本経済大学神戸三宮キャンパス - 姫路獨協大学 - 兵庫大学 - 兵庫医科大学 - 武庫川女子大学 - 流通科学大学 |

### 奈良県
| 国立大学                                                                          | 公立大学                          | 私立大学 |
| - 東京芸術大学奈良校地 - 奈良教育大学 - 奈良女子大学 - 奈良先端科学技術大学院大学 | - 奈良県立大学 - 奈良県立医科大学 | - 大阪樟蔭女子大学関屋キャンパス - 畿央大学 - 近畿大学奈良キャンパス - 帝塚山大学 - 天理大学 - 奈良大学 - 奈良学園大学 |

## 中国地方

### 鳥取県
| 国立大学   | 公立大学           | 私立大学       |
| - 鳥取大学 | - 公立鳥取環境大学 | - 鳥取看護大学 |

### 島根県
| 国立大学   | 公立大学       | 私立大学 |
| - 島根大学 | - 島根県立大学 |          |

### 岡山県
| 国立大学   | 公立大学                      | 私立大学 |
| - 岡山大学 | - 岡山県立大学 - 新見公立大学 | - 岡山学院大学 - 岡山商科大学 - 岡山理科大学理大町キャンパス - 川崎医科大学 - 川崎医療福祉大学 - 環太平洋大学 - 吉備国際大学 - 倉敷芸術科学大学 - くらしき作陽大学 - 山陽学園大学 - 就実大学 - 中国学園大学 - ノートルダム清心女子大学 - 美作大学 |

### 広島県
| 国立大学   | 公立大学                                                               | 私立大学 |
| - 広島大学 | - 叡啓大学 - 尾道市立大学 - 県立広島大学 - 広島市立大学 - 福山市立大学 | - エリザベト音楽大学 - 近畿大学広島キャンパス - 日本赤十字広島看護大学 - 比治山大学 - 広島経済大学 - 広島工業大学 - 広島国際大学 - 広島修道大学 - 広島女学院大学 - 広島都市学園大学 - 広島文化学園大学 - 広島文教大学 - 福山大学 - 福山平成大学 - 安田女子大学 |

### 山口県
| 国立大学   | 公立大学                                                                      | 私立大学                                                                     |
| - 山口大学 | - 下関市立大学 - 山口県立大学 - 山陽小野田市立山口東京理科大学 - 周南公立大学 | - 宇部フロンティア大学 - 至誠館大学 - 東亜大学 - 梅光学院大学 - 山口学芸大学 |

## 四国地方

### 徳島県
| 国立大学                  | 公立大学 | 私立大学                                |
| - 徳島大学 - 鳴門教育大学 |          | - 四国大学 - 徳島文理大学徳島キャンパス |

### 香川県
| 国立大学   | 公立大学               | 私立大学                                               |
| - 香川大学 | - 香川県立保健医療大学 | - 四国学院大学 - 高松大学 - 徳島文理大学香川キャンパス |

### 愛媛県
| 国立大学   | 公立大学               | 私立大学                                                                    |
| - 愛媛大学 | - 愛媛県立医療技術大学 | - 岡山理科大学今治キャンパス - 聖カタリナ大学 - 松山大学 - 松山東雲女子大学 |

### 高知県
| 国立大学   | 公立大学                      | 私立大学                                          |
| - 高知大学 | - 高知県立大学 - 高知工科大学 | - 高知学園大学 - 高知リハビリテーション専門職大学 |

## 九州地方

### 佐賀県
| 国立大学   | 公立大学 | 私立大学     |
| - 佐賀大学 |          | - 西九州大学 |

### 長崎県
| 国立大学   | 公立大学       | 私立大学                                                                                        |
| - 長崎大学 | - 長崎県立大学 | - 活水女子大学 - 鎮西学院大学 - 長崎外国語大学 - 長崎国際大学 - 長崎純心大学 - 長崎総合科学大学 |

### 熊本県
| 国立大学   | 公立大学       | 私立大学 |
| - 熊本大学 | - 熊本県立大学 | - 九州看護福祉大学 - 九州ルーテル学院大学 - 熊本学園大学 - 熊本保健科学大学 - 尚絅大学 - 崇城大学 - 東海大学阿蘇キャンパス - 東海大学熊本キャンパス - 平成音楽大学 |

### 大分県
| 国立大学   | 公立大学               | 私立大学                                           |
| - 大分大学 | - 大分県立看護科学大学 | - 日本文理大学 - 別府大学 - 立命館アジア太平洋大学 |

### 宮崎県
| 国立大学   | 公立大学                          | 私立大学                                                          |
| - 宮崎大学 | - 宮崎県立看護大学 - 宮崎公立大学 | - 九州医療科学大学 - 南九州大学 - 宮崎国際大学 - 宮崎産業経営大学 |

### 鹿児島県
| 国立大学                    | 公立大学 | 私立大学                                                      |
| - 鹿児島大学 - 鹿屋体育大学 |          | - 鹿児島国際大学 - 鹿児島純心大学 - 志學館大学 - 第一工業大学 |

### 沖縄県
| 国立大学                            | 公立大学                                         | 私立大学                                           |
| - 沖縄科学技術大学院大学 - 琉球大学 | - 沖縄県立看護大学 - 沖縄県立芸術大学 - 名桜大学 | - 沖縄大学 - 沖縄キリスト教学院大学 - 沖縄国際大学 |

## 専門職大学

### 近畿地方

#### 滋賀県
私立専門職大学
- びわこリハビリテーション専門職大学

#### 大阪府
私立専門職大学
- 大阪国際工科専門職大学
- 国際ファッション専門職大学

#### 兵庫県
公立専門職大学
- 芸術文化観光専門職大学

#### 和歌山県
私立専門職大学
- 和歌山リハビリテーション専門職大学

### 中国地方

#### 岡山県
私立専門職大学
- 岡山医療専門職大学

### 四国地方

#### 高知県
私立専門職大学
- 高知リハビリテーション専門職大学